# Bülent Arel
Bülent Arel (Istanbul, 23 d'abril, 1919 - Stony Brook, estat de Nova York (USA), 24 de novembre, 1990) - compositor turc.

## Biografia
Es va graduar al Conservatori d'Ankara, on va estudiar amb Necil Kazım Akses i Eduard Zuckmayer. Durant els anys 1941–1947 va viure a París, on va estudiar enginyeria del so. Va treballar a l'emissora de ràdio d'Ankara (1951–1959 i 1963–1965), on va ser director musical. De 1959 a 1963 va treballar al "Columbia-Princeton Electronic Music Studio". Va ensenyar teoria musical als conservatoris d'Ankara i Istanbul. Durant els anys 1961–1962 i 1965–1970 professor de composició i música electrònica a la Universitat Yale. Des de 1971 va ser professor a la Universitat Stony Brook.
Va crear música d'estil neoclàssic, inspirat en les obres de Ravel i Stravinski, però també va utilitzar la dodecafonía i l'atonalitat. Va compondre, entre d'altres: dues simfonies (1945, 1947), Passacaglia per a corda i percussió (1944), Peça curta per a orquestra (1967), concert per a piano (1943), 4 peces per a quartet de corda (1947), Boulevard musical (1963), cançons, ballets, també música electrònica (Electronic Music I 1960, Impressions of Wall Street 1961, ballet to electronic music Mimiana 1968).